# Memoriał Jana Ciszewskiego
Memoriał im. Jana Ciszewskiego – towarzyski turniej żużlowy, rozgrywany od 1983 do 2005 roku na śląskich torach żużlowych (Rybnik, Chorzów, Świętochłowice). Turniej upamiętnia komentatora sportowego Jana Ciszewskiego.

## Wyniki

### (1–10) 1983–1995
| Nr Turnieju            | Data                 | Miejsce        | 1 miejsce                             | 2 miejsce                             | 3 miejsce                            |
| ---------------------- | -------------------- | -------------- | ------------------------------------- | ------------------------------------- | ------------------------------------ |
| 1 wyniki               | 6 czerwca 1983       | Rybnik         | Henny Kroeze Holandia                 | Egon Müller RFN                       | Zenon Plech Wybrzeże Gdańsk          |
| 2 wyniki               | 19 sierpnia 1984     | Rybnik         | Piotr Pyszny ROW Rybnik               | Jan Nowak ROW Rybnik                  | Antoni Skupień ROW Rybnik            |
| 3 wyniki               | 22 lipca 1985        | Rybnik         | Piotr Pyszny ROW Rybnik               | Bronisław Klimowicz ROW Rybnik        | Grzegorz Dzikowski Wybrzeże Gdańsk   |
| 4 wyniki               | 21 lipca 1986        | Rybnik         | Roman Jankowski Unia Leszno           | Zenon Kasprzak Unia Leszno            | Henny Kroeze Holandia                |
| 5 wyniki               | 18 czerwca 1987      | Rybnik         | Antonín Kasper Czechosłowacja         | Sławomir Drabik Włókniarz Częstochowa | Roman Jankowski Unia Leszno          |
| 6 wyniki               | 2 czerwca 1988       | Rybnik         | Eugeniusz Skupień ROW Rybnik          | Mirosław Korbel ROW Rybnik            | Bronisław Klimowicz ROW Rybnik       |
| 7 wyniki               | 10 czerwca 1989      | Rybnik         | Henryk Bem ROW Rybnik                 | Piotr Pawlicki Unia Leszno            | Antoni Skupień ROW Rybnik            |
| 8 wyniki               | 26 lipca 1990        | Rybnik         | Eugeniusz Skupień ROW Rybnik          | Roman Jankowski Unia Leszno           | Zenon Kasprzak Unia Leszno           |
| 9 wyniki               | 27 października 1991 | Świętochłowice | Leszek Matysiak Śląsk Świętochłowice  | Bronisław Klimowicz ROW Rybnik        | Antoni Skupień ROW Rybnik            |
| W 1992 nie rozgrywano. |                      |                |                                       |                                       |                                      |
| 10 wyniki              | 16 października 1993 | Chorzów        | Andrzej Huszcza Morawski Zielona Góra | Adam Pawliczek ROW Rybnik             | Leszek Matysiak Śląsk Świętochłowice |
| 11 wyniki              | 16 października 1994 | Świętochłowice | Adam Łabędzki Unia Leszno             | Michaił Starostin Wanda Kraków        | Adam Pawliczek RKM Rybnik            |

### (12–21) 1995–2004
| Nr Turnieju | Data             | Miejsce        | 1 miejsce                            | 2 miejsce                           | 3 miejsce                              |
| ----------- | ---------------- | -------------- | ------------------------------------ | ----------------------------------- | -------------------------------------- |
| 12 wyniki   | 26 sierpnia 1995 | Świętochłowice | Daniel Andersson bez klubu w Polsce  | Adam Łabędzki Unia Leszno           | Jason Crump WTS Wrocław                |
| 13 wyniki   | 24 sierpnia 1996 | Świętochłowice | Hans Nielsen Polonia Piła            | Roman Jankowski Unia Leszno         | Marvyn Cox Wybrzeże Gdańsk             |
| 14 wyniki   | 23 sierpnia 1997 | Chorzów        | Tommy Knudsen WTS Wrocław            | Sam Ermolenko Włókniarz Częstochowa | Ryan Sullivan Apator Toruń             |
| 15 wyniki   | 3 maja 1998      | Chorzów        | Todd Wiltshire Włókniarz Częstochowa | Piotr Świst Stal Rzeszów            | Peter Karlsson RKM Rybnik              |
| 16 wyniki   | 22 maja 1999     | Rybnik         | Tony Rickardsson Wybrzeże Gdańsk     | Hans Nielsen Polonia Piła           | Sławomir Drabik Włókniarz Częstochowa  |
| 17 wyniki   | 27 maja 2000     | Rybnik         | Tomasz Gollob Polonia Bydgoszcz      | Roman Chromik RKM Rybnik            | Robert Sawina WTS Wrocław              |
| 18 wyniki   | 2 czerwca 2001   | Rybnik         | Tomasz Gollob Polonia Bydgoszcz      | Robert Dados WTS Wrocław            | Piotr Protasiewicz Polonia Bydgoszcz   |
| 19 wyniki   | 18 maja 2002     | Rybnik         | Mikael Karlsson RKM Rybnik           | Mariusz Węgrzyk RKM Rybnik          | Krzysztof Cegielski Start Gniezno      |
| 20 wyniki   | 13 września 2003 | Rybnik         | Rune Holta Włókniarz Częstochowa     | Rafał Dobrucki Unia Leszno          | Wiesław Jaguś Apator Toruń             |
| 21 wyniki   | 22 maja 2004     | Rybnik         | Leigh Adams Unia Leszno              | Tomasz Gollob Unia Tarnów           | Sebastian Ułamek Włókniarz Częstochowa |

### (22–) od 2005
| Nr Turnieju                                    | Data                 | Miejsce | 1 miejsce                    | 2 miejsce                              | 3 miejsce                              |
| ---------------------------------------------- | -------------------- | ------- | ---------------------------- | -------------------------------------- | -------------------------------------- |
| 22 wyniki                                      | 14 października 2005 | Rybnik  | Janusz Kołodziej Unia Tarnów | Mariusz Węgrzyk KM Ostrów Wielkopolski | Grzegorz Walasek Włókniarz Częstochowa |
| 23 wyniki                                      | 19 maja 2012         | Rybnik  | Nicki Pedersen Dania         | Sebastian Ułamek WTS Wrocław           | Fredrik Lindgren Szwecja               |
| Nie rozgrywano w latach 2006-2011 i 2013 roku. |                      |         |                              |                                        |                                        |